# 塞纳河畔皮埃尔菲特
塞纳河畔皮埃尔菲特（法語：Pierrefitte-sur-Seine，發音：[pjɛfit syʁ sɛn] ⓘ）是法国法蘭西島大區塞纳-圣但尼省圣但尼区曾经的一个市镇，位于巴黎北郊，面积3.41平方千米，2022年1月1日人口为33,670人。2025年1月1日，塞纳河畔皮埃尔菲特并入市镇圣但尼，并成为了圣但尼的委派市镇。

## 地理
塞纳河畔皮埃尔菲特（48°57'53"N, 2°21'39"E）面积3.41平方千米，位于法国法蘭西島大區塞纳-圣但尼省，该省份为法国北部内陆省份，毗邻巴黎。
与塞纳河畔皮埃尔菲特接壤的市镇（或旧市镇、城区）包括：聖但尼、斯坦、维勒塔讷斯、蒙马尼、萨塞勒。
塞纳河畔皮埃尔菲特的时区为UTC+01:00、UTC+02:00（夏令时）。

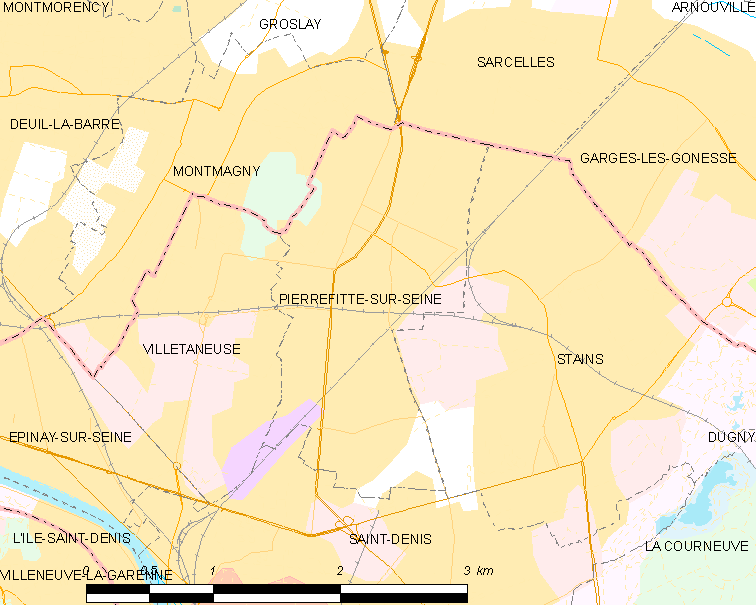
塞纳河畔皮埃尔菲特的OSM定位图

## 行政
塞纳河畔皮埃尔菲特的邮政编码为93380，INSEE市镇编码为93059。

## 政治
塞纳河畔皮埃尔菲特所属的省级选区为塞纳河畔埃皮奈县。

## 人口

1962-2008年间塞纳河畔皮埃尔菲特人口变化图示

塞纳河畔皮埃尔菲特于2022年1月1日时的人口数量为33670人。

## 姊妹城市
塞纳河畔皮埃尔菲特与以下城市为姊妹城市： 
- 英国 布倫特里
- 德国 柏林附近吕德斯多夫